# Індигокармін
Інди́гокармі́н (англ.  Indigo carmine, indigotine, FD&C Blue No.2) — динатрієва сіль індиго-5,5'-дисульфокислоти; барвник, зареєстрований як харчовий додаток E132.
Схвалений в ЄС, США. 
В Україні барвник є в переліку дозволених харчових добавок